# マラカスタル県
マラカスタル県（マラカスタルけん、アルバニア語: Rrethi i Mallakastrës、英語: Mallakaster District）は、アルバニアのフィエル州に属する県。2010年1月1日現在の人口は31,356人で、面積は325km2である。県都はバルシュ(アルバニア語: Ballshi)。天然アスファルト（瀝青）の産地として知られる。

## 下部行政区画

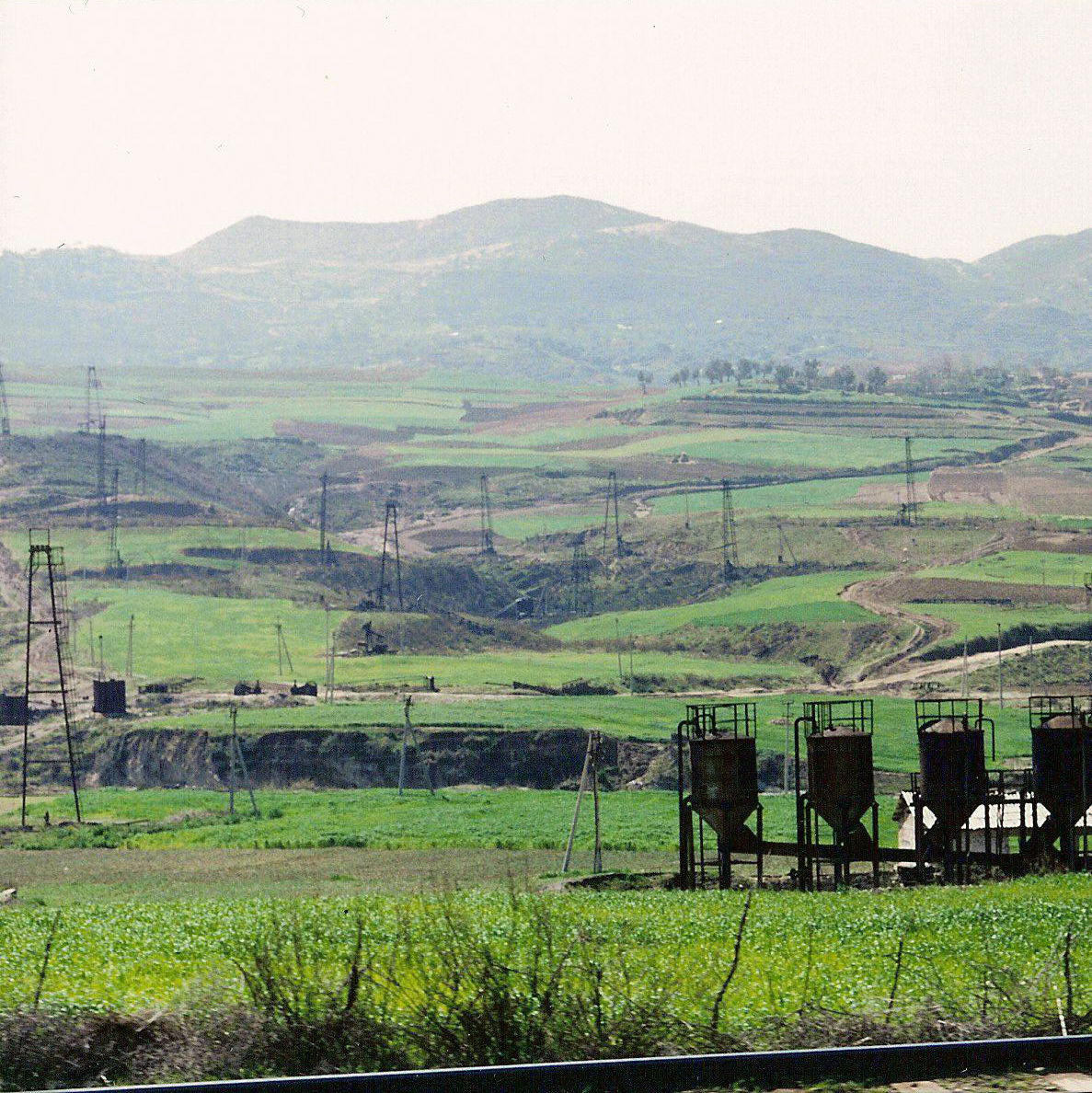
マラカストラ油田

- Bashkia Ballsh（バルシュ）
- Komuna Aranitas
- Komuna Fratar
- Komuna Greshicë
- Komuna Hekal
- Komuna Kutë
- Komuna Ngraçan
- Komuna Qendër
- Komuna Selitë